# Ernest Pichio

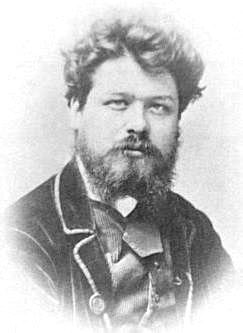
Ernest Picchio

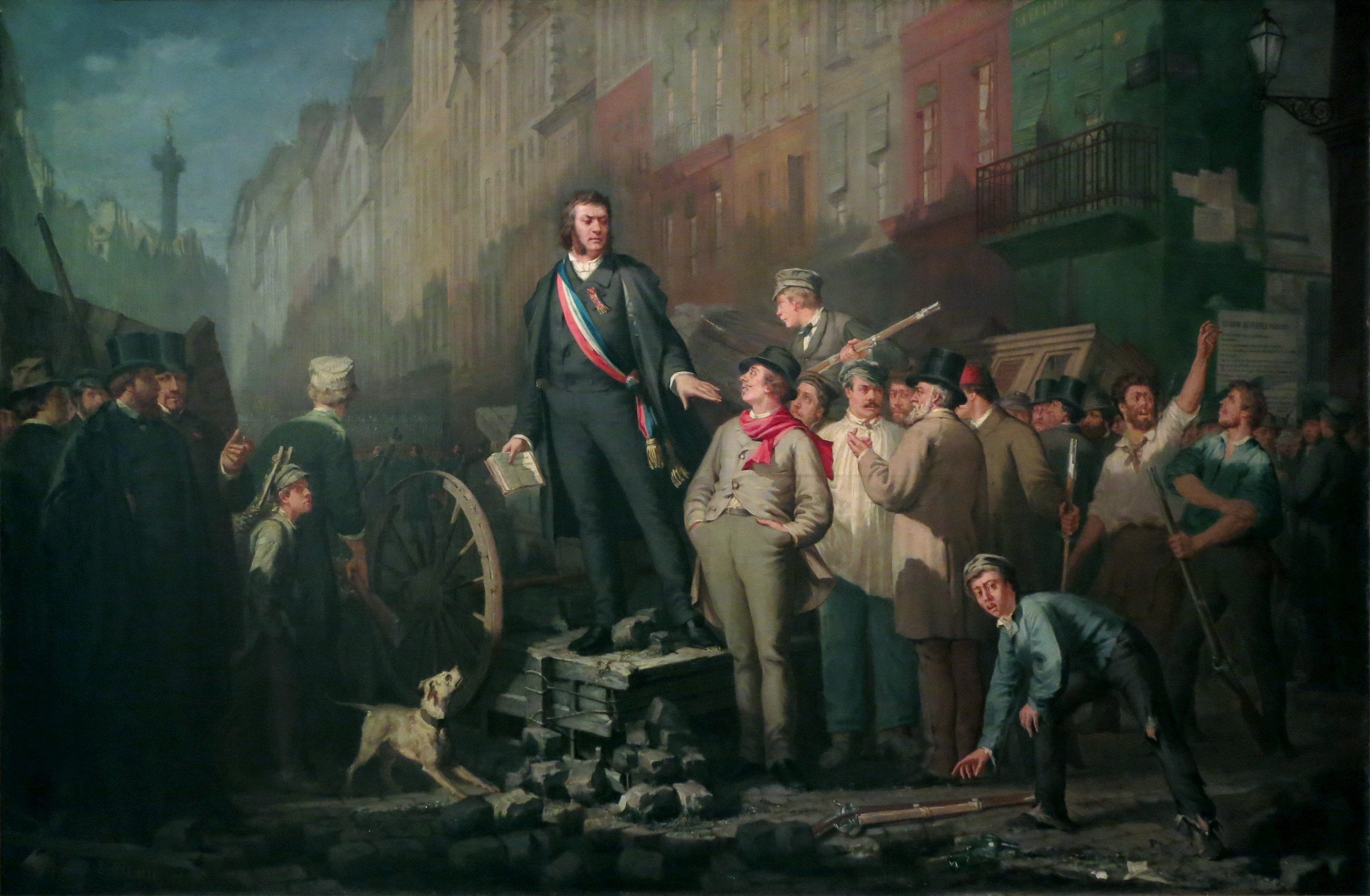
Mort d'Alphonse Baudin (1869)

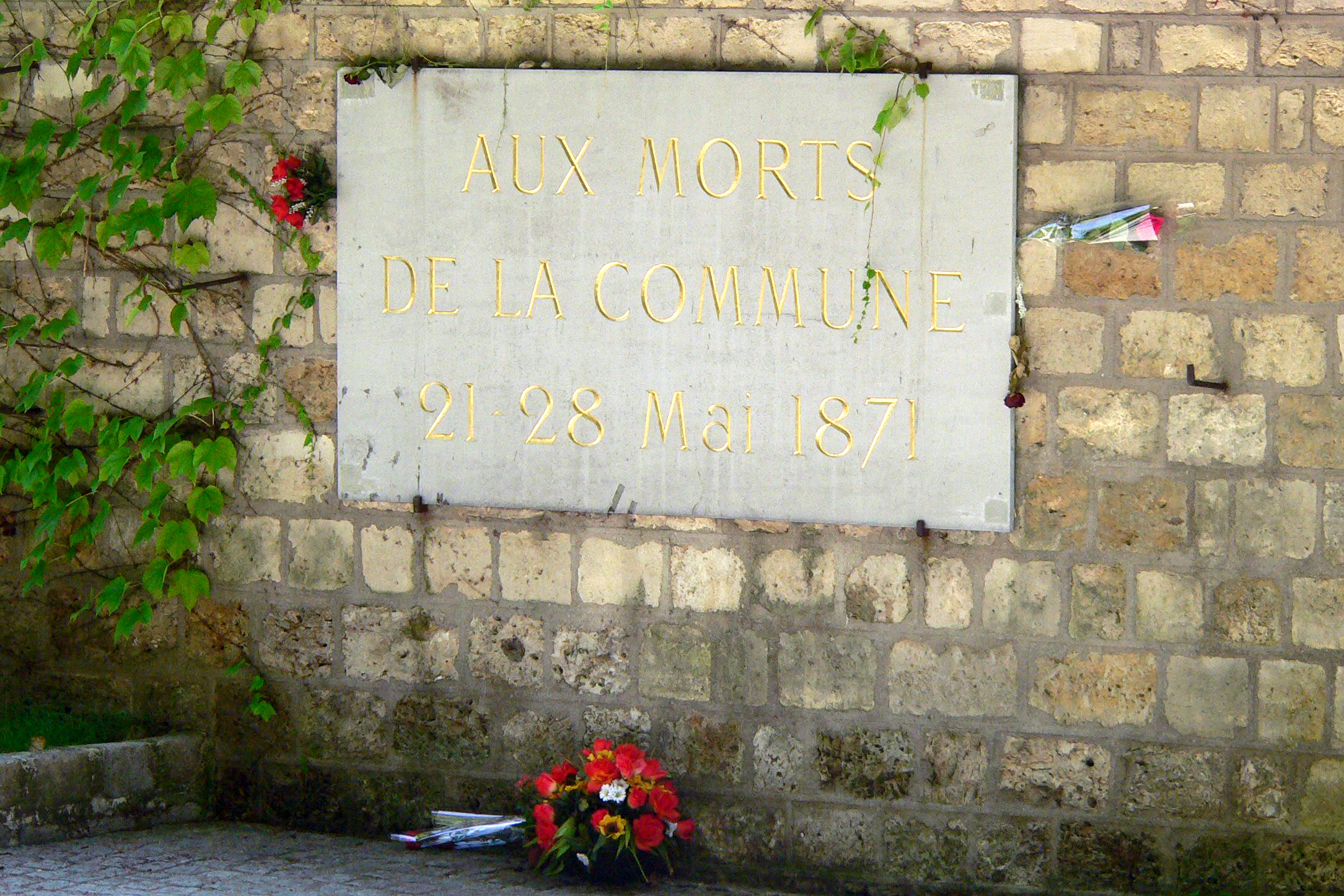
Gedenktafel an der Mur des Fédérés auf dem Friedhof Père-Lachaise

Ernest-Louis „Picq“ Pichio (geboren 1826 in Paris; gestorben 1893 ebenda) war ein französischer Künstler.

## Leben und Werk
Ernest-Louis Pichio wurde 1826 in Paris geboren. Als Maler war er spezialisiert auf Geschichte und Porträts. Er stellte zwischen den Jahren 1864 und 1870 in vielen Salons aus. Im Jahre 1870 schickte er in den Salon d’Automne ein Werk mit dem Titel: La mort d’Alphonse Baudin (Der Tod von Alphonse Baudin). Während der Pariser Kommune 1871 kämpfte er auf den Barrikaden. In dieser Zeit ist er Mitglied der Commission Fédérale des Artistes (Föderale Künstlerkommission). Er schuf viele Werke zu Ehren der Pariser Kommune. Man verdankt ihm mehrerer Werke zum Thema der Kommune, darunter Le Triomphe de l’ordre (Der Triumph der Ordnung) und La Veuve du fusillé (Die Witwe des Erschossenen). Er ist auf dem Friedhof Père-Lachaise begraben.

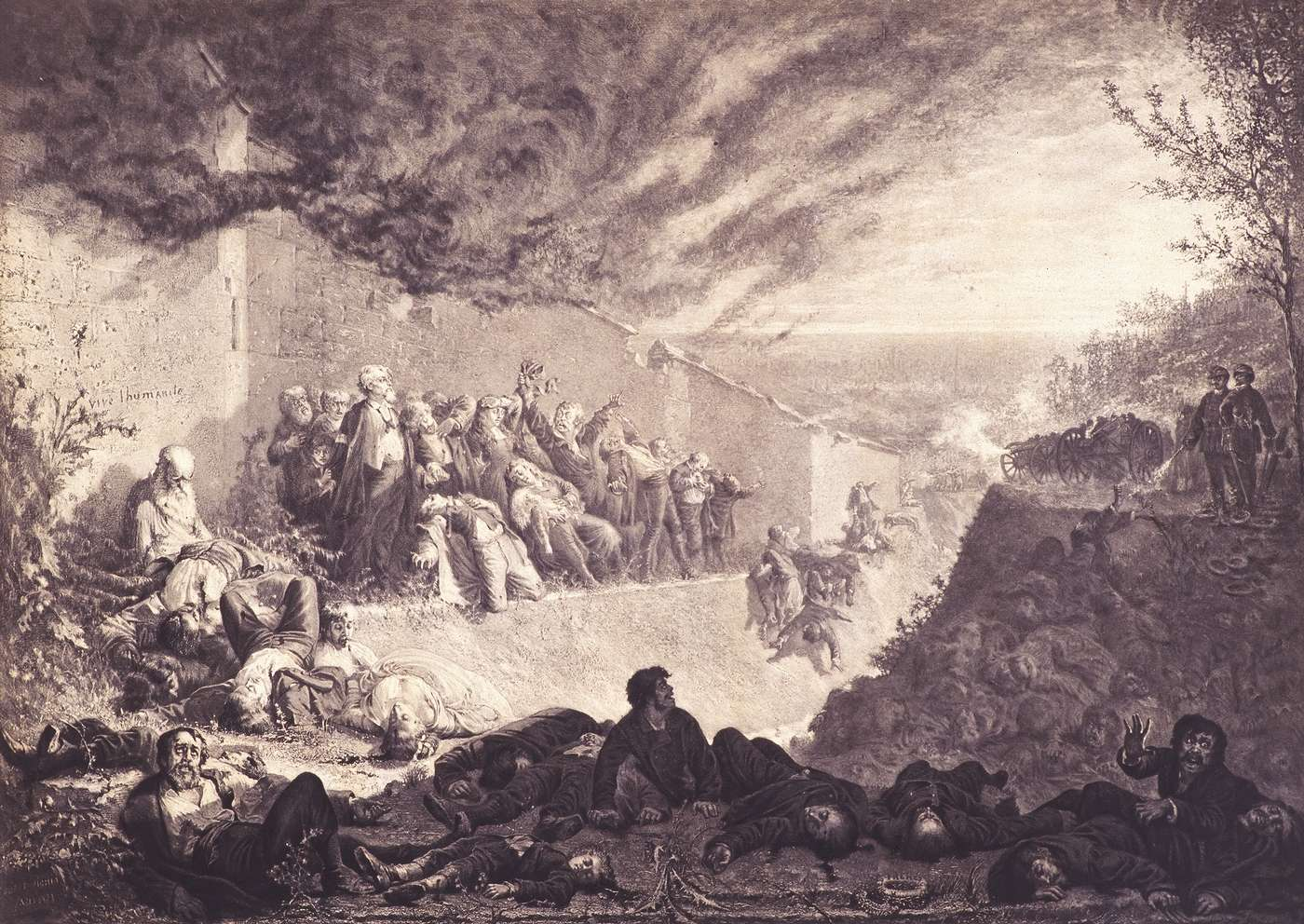
Le Triomphe de l’ordre (Gravur nach dem Gemälde von 1875)
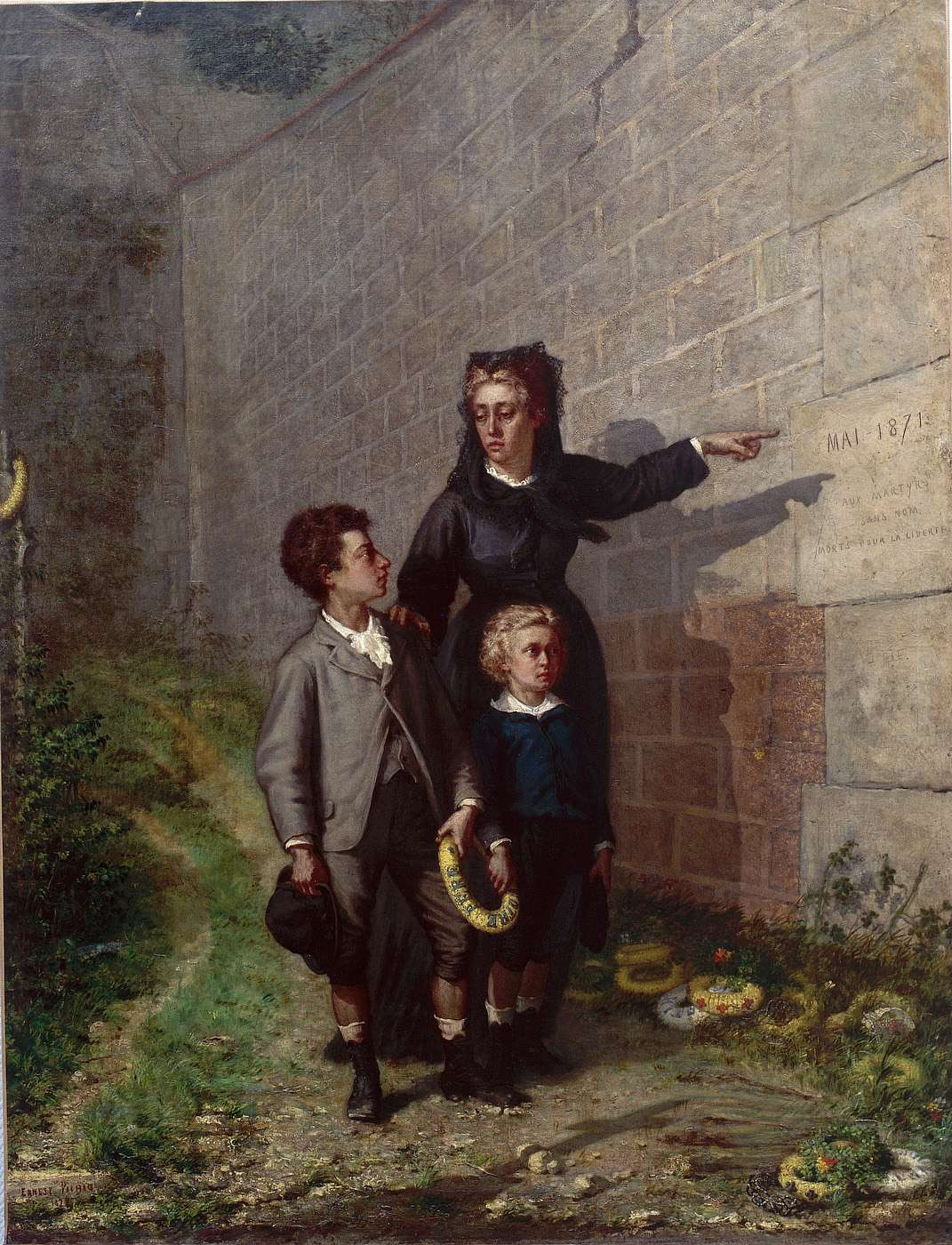
La Veuve du fusillé (1877)